# Тургенєве (Білогірський район)
Турге́нєве (до 1948 року — Комзет, крим. Komzet) — село в Україні, у Білогірському районі Автономної Республіки Крим. Підпорядковане Новожилівській сільській раді.
У 2023 році у проєкті Постанови Верховної Ради України «Про перейменування деяких населених пунктів Автономної Республіки Крим» село запропоновано перейменувати на Кирмачі.

## Населення
Згідно з переписом УРСР 1989 року чисельність наявного населення села становила 405 осіб, з яких 192 чоловіки та 213 жінок.
За переписом населення України 2001 року в селі мешкало 355 осіб.

### Мова
Розподіл населення за рідною мовою за даними перепису 2001 року:
| Мова              | Відсоток |
| ----------------- | -------- |
| кримськотатарська | 47,32 %  |
| російська         | 35,21 %  |
| українська        | 4,51 %   |
| білоруська        | 2,82 %   |
| болгарська        | 0,28 %   |
| інші              | 9,86 %   |